# Mahamoudou Kéré
Mahamoudou Kéré (ur. 2 stycznia 1982 w Wagadugu) – burkiński piłkarz grający na pozycji środkowego obrońcy.

## Kariera klubowa
Karierę piłkarską Kéré rozpoczął w klubie Santos FC ze stolicy kraju Wagadugu. W 1998 roku zadebiutował w jego barwach w burkińskiej ekstraklasie i grał w niej przez pół roku w barwach Santosu.
Na początku 1999 roku Kéré podpisał kontrakt z belgijskim Royal Charleroi. Swoją pierwszą bramkę w lidze Belgii strzelił w sezonie 2002/2003, 26 października 2002 w przegranym 1:2 wyjazdowym spotkaniu z Lierse SK. Od czasu debiutu jest podstawowym zawodnikiem Charleroi. W 2005 roku zajął z Charleroi 5. miejsce w lidze, najwyższe w swojej karierze w tym klubie.
W 2010 roku Kéré przeszedł do tureckiego Konyasporu. Następnie grał w takich klubach jak: Samsunspor, RWDM Brussels i RAEC Mons.
| Sezon   | Klub            | Kraj         | Rozgrywki     | Mecze | Bramki |
| ------- | --------------- | ------------ | ------------- | ----- | ------ |
| 1998/99 | Santos FC       | Burkina Faso | Superdivision | ?     | ?      |
| 1998/99 | Royal Charleroi | Belgia       | Eerste klasse | 5     | 0      |
| 1999/00 | Royal Charleroi | Belgia       | Eerste klasse | 26    | 0      |
| 2000/01 | Royal Charleroi | Belgia       | Eerste klasse | 25    | 0      |
| 2001/02 | Royal Charleroi | Belgia       | Eerste klasse | 21    | 0      |
| 2002/03 | Royal Charleroi | Belgia       | Eerste klasse | 23    | 1      |
| 2003/04 | Royal Charleroi | Belgia       | Eerste klasse | 27    | 1      |
| 2004/05 | Royal Charleroi | Belgia       | Eerste klasse | 30    | 2      |
| 2005/06 | Royal Charleroi | Belgia       | Eerste klasse | 29    | 1      |
| 2006/07 | Royal Charleroi | Belgia       | Eerste klasse | 26    | 0      |
| 2007/08 | Royal Charleroi | Belgia       | Eerste klasse | 31    | 0      |
| 2008/09 | Royal Charleroi | Belgia       | Eerste klasse | 30    | 1      |
| 2009/10 | Royal Charleroi | Belgia       | Eerste klasse | 30    | 1      |
| 2010/11 | Konyaspor       | Turcja       | Süper Lig     | 27    | 1      |
| 2011/12 | Konyaspor       | Turcja       | TFF 1. Lig    | 5     | 1      |
| 2012/13 | Konyaspor       | Turcja       | TFF 1. Lig    | 24    | 4      |
| 2013/14 | RWDM Brussels   | Belgia       | Tweede klasse | 28    | 1      |
| 2014/15 | RAEC Mons       | Belgia       | Tweede klasse | 20    | 1      |

## Kariera reprezentacyjna
W reprezentacji Burkiny Faso Kéré zadebiutował w 2000 roku i w tym samym roku był w kadrze na Puchar Narodów Afryki 2000. W 2004 roku został powołany do kadry na Puchar Narodów Afryki 2004, a w 2010 roku na Puchar Narodów Afryki 2010.